# 若松城 (筑前国)
若松城（わかまつじょう）は、福岡県北九州市戸畑区にあった日本の城。別名中ノ島城。洞海湾の入口にかつて存在した中ノ島に築かれた。現在の若戸大橋中央部のほぼ真下あたりに相当する。

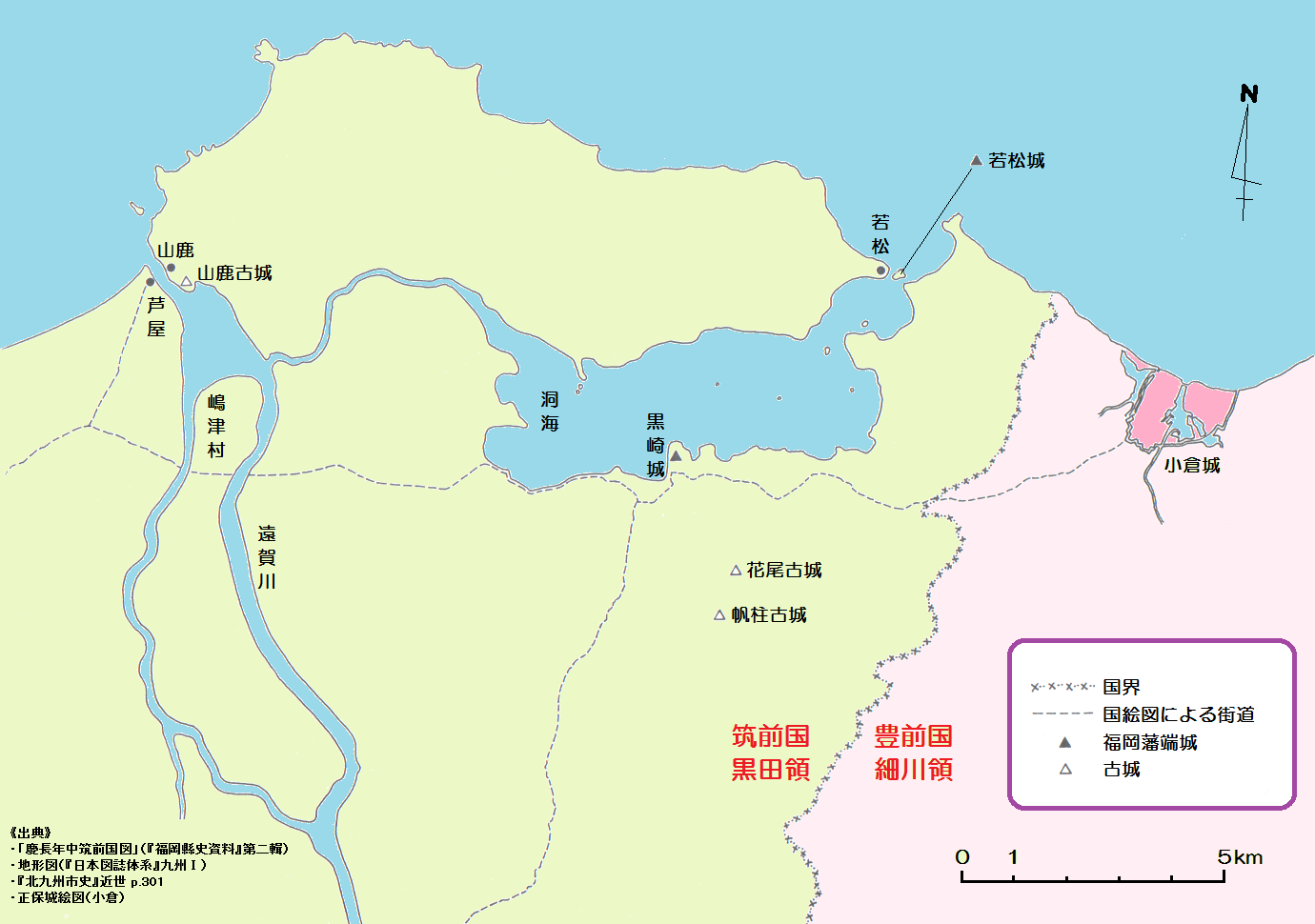
若松城・黒崎城・小倉城ほか位置関係図

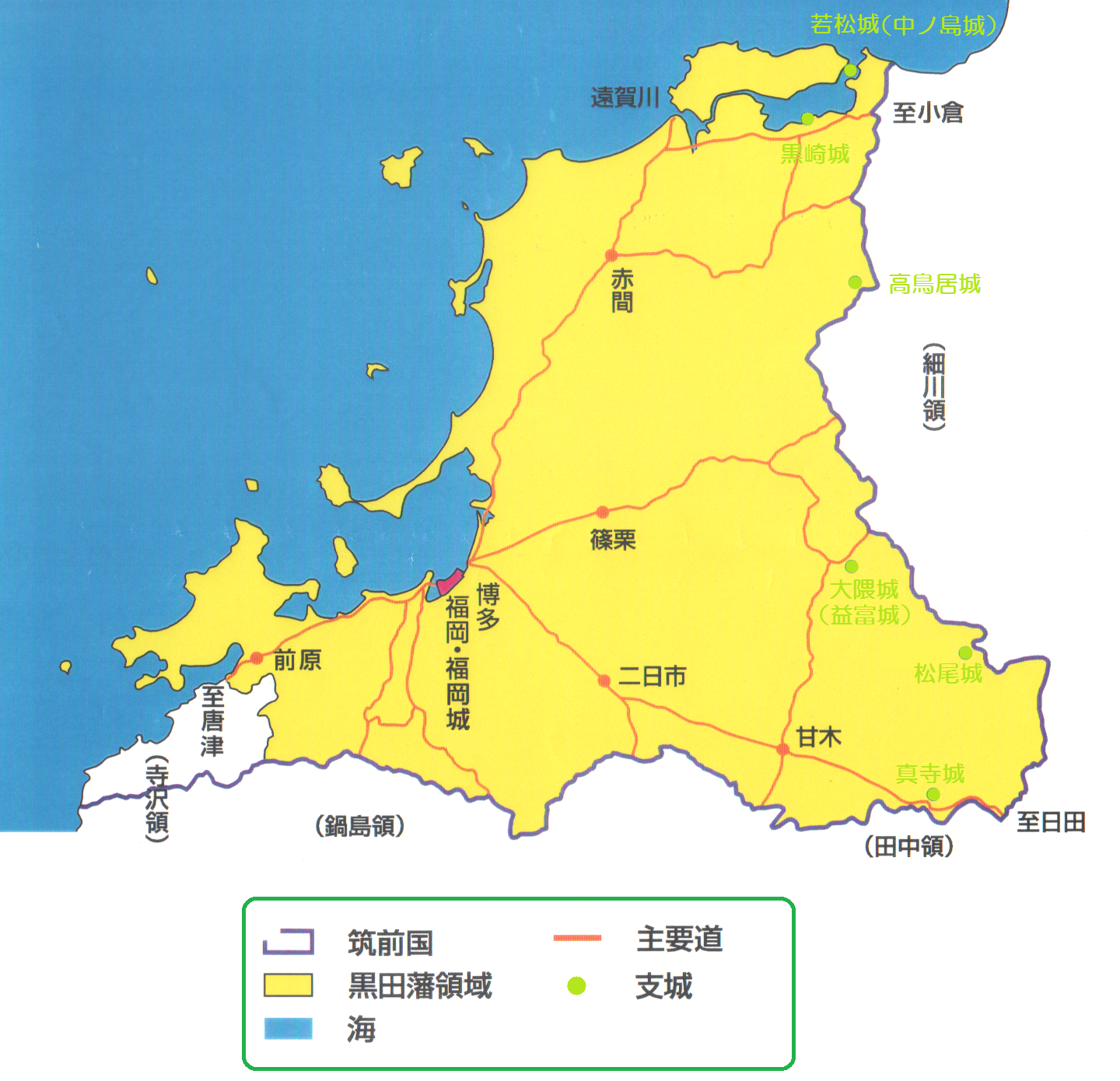
福岡藩領域図（慶長期）

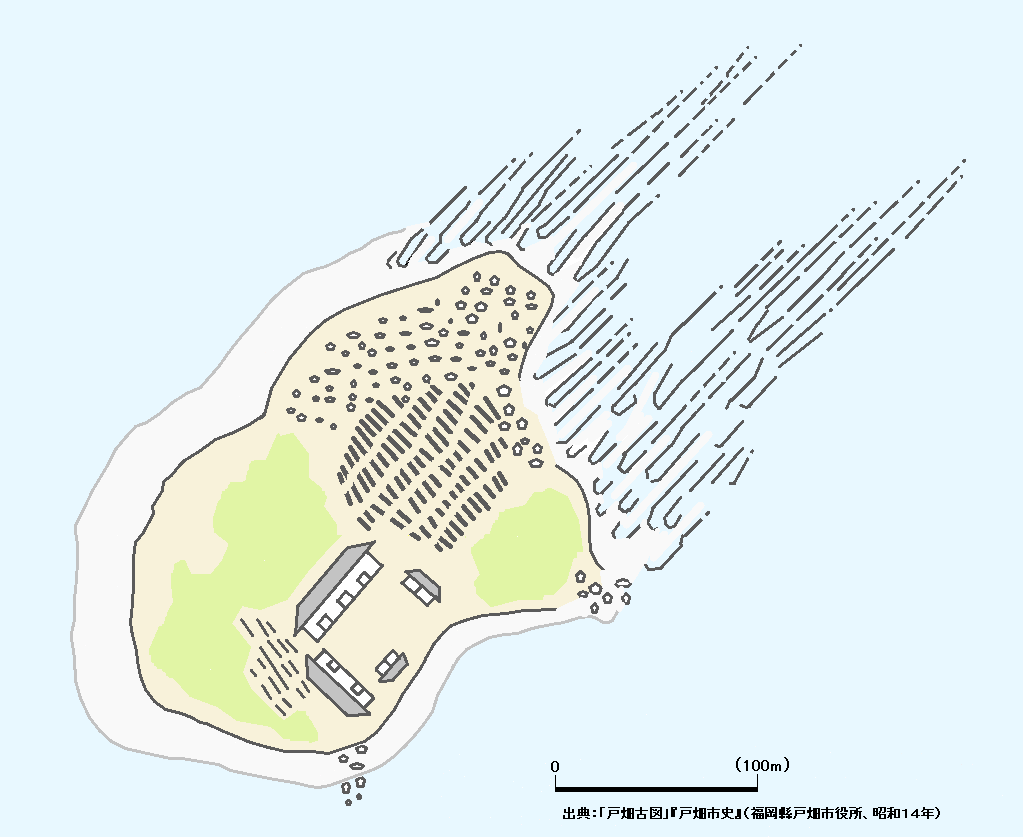
中ノ島（江戸後期）

## 歴史・沿革
永正年間（1504年 - 1521年）、武内治部と称する戸畑の郷士がここに居を構えていたというが、史実であるか判然としない。下って慶長5年（1600年）、関ヶ原の戦いの論功行賞により筑前国のほぼ全域が黒田長政の領国となり、長政は福岡に本城を、豊前との国境に 6か所の端城を築いた。若松城はその端城の一つである。城は「塔屋を幾つももつ大きな」ものであり、多くの軍船を備えていたというが、慶長20年（1615年）、一国一城令により廃城となる。その後200年余の時を経て文久3年（1863年）6月、中ノ島に砲台が築かれ、再び城塞としての機能を持つに至った。

## 規模・地形
若松城が築かれた中ノ島は、1940年に削平され海没、城の規模・縄張りなどについて詳細を知ることはできないが、伊能忠敬の測量記録によると、島の外周は6町7間4尺（約700ｍ）であったという。島の古写真が多く残るが、その地形は極めて平らかである。「戸畑古図　文政天保頃」を見ると、海側には波状岩らしきものが描かれており、海側からの船の接近を阻む城であったことが推定される。

## 城主
船手衆のひとり、三宅家義が城主（城番）として入った。家義は若松近辺および山鹿・芦屋で都合1万石の代官を兼ね、年貢のうち3分の1を毎年賜わったという。若松・山鹿・芦屋は数多くの大船を繋留することのできる天然の良港で、正保期において若松は約200艘、山鹿・芦屋は60～70艘の大船を繋留することが可能であった。家義は3600石の知行を賜ったが、うち600石は与力4人の知行である。船頭・舵子（加子・水主）を多く抱え、禄高に比して配下は多勢であったという。